# Tony Chimel
Anthony (Tony) Chimel (nascido em 11 de outubro de 1967) é um anunciador de ringue norte-americano.

## Carreira

### World Wrestling Federation / Entertainment / WWE
Antes de Chimel se tornar um anunciador de ringue, ele e Joey Marella foram os principais técnicos de ringue da WWE. Chimel se tornou anunciador para a companhia em 1991, trabalhando na maior parte em eventos não televisionados e enchendo-se para Howard Finkel sempre que necessário, incluindo aparências Raw.

#### Smackdown (1999-2007)
Chimel foi o locutor de ringue do SmackDown desde o seu início em 1999. Ele também foi o locutor de ringue do Smackdown em pay-per-views entre 2002-2007. Derrotou Howard Finkel para deter os direitos de anunciador de ringue do Smackdown, em um tuxedo match.
No episódio final de Kurt Angle como Gerente Geral do Smackdown em 2004, ele exigiu que Chimel entrasse no ringue e que ele lhe pedisse desculpas; Chimel concordou, mas depois foi demitido por Angle. Ele foi quase imediatamente recrutado por Vince McMahon.
De 2005 a 2007, Chimel foi envolvido em uma mini-feud com Mr. Kennedy, que alegou que Chimel não estava anunciando seu nome com o devido respeito que merecia. Esta disputa incluiu o chute de Chimel, sendo "dito para tomar um arco" (bater na virilha), e ter um donut empurrado em sua boca por Kennedy.

No 22 de dezembro de 2006 episódio de SmackDown, ele anunciou The Boogeyman como vitorioso muito entusiasticamente e chamou sua atenção. O Boogeyman forçou worms em sua boca como resultado. Depois disso, Chimel fugiu do ringue. Este era um enredo para que Chimel tomasse algum tempo fora para descansar sua lesão e gastar mais tempo com sua família.

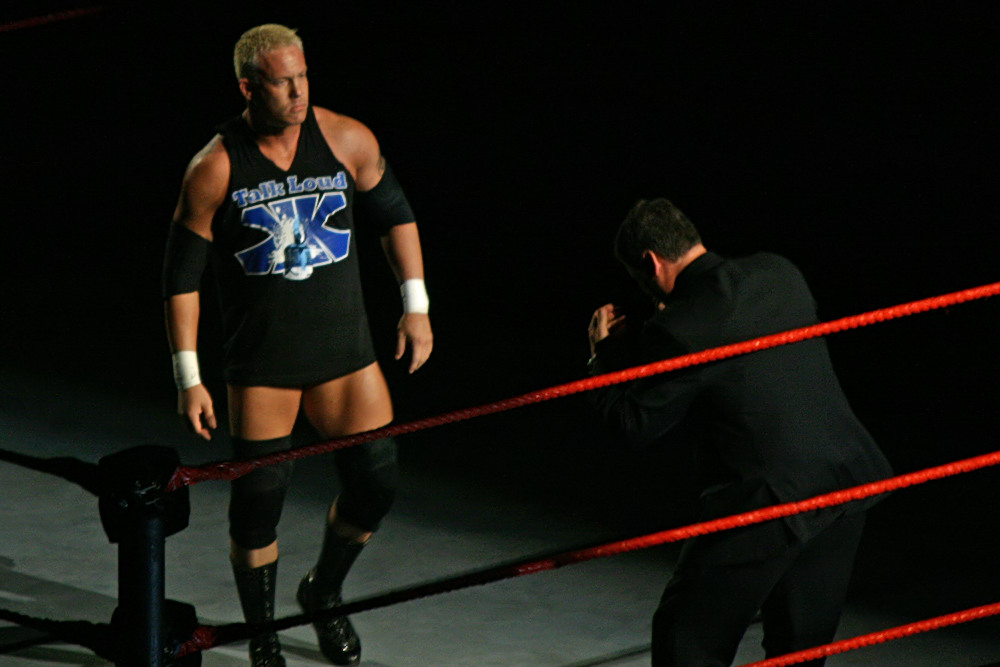
Mr. Kennedy em sua mini-feud com Tony Chimel.

Após a chegada de Justin Roberts para ser o anunciador de ring do Smackdown, Chimel foi transferido de brand e foi para a ECW.

#### Aparições em várias brands (2007-2015)
No WWE Superstars, fez sua primeira aparição no episódio de 30 de abril de 2009. Depois que Justin Roberts saiu do SmackDown para se tornar anunciador de ringue do Raw, Chimel deixou ECW e voltou para o SmackDown. Ele então se tornou novamente o anunciador da ECW, depois que a locutora da ECW, Lauren Mayhew, deixou a WWE, antes de retornar para SmackDown.
Ele foi rebaixado de SmackDown quando o ex-anunciante do Raw Lilian Garcia retornou à WWE em dezembro de 2011. Na gravação de 27 de dezembro do SmackDown, NXT e Superstars, foi revelado que Chimel estaria anunciando para NXT, substituindo Eden Stiles. Chimel anunciou para o NXT até o final da última temporada.
Ele foi anunciador do Main Event, bem como para os eventos ao vivo da WWE até 24 de junho de 2014, e ele foi o anunciador do ringue para o Saturday Morning Slam de curta duração. Ele retornou brevemente ao Raw em 9 de setembro de 2013, e Smackdown em 13 de setembro de 2013, para anunciar o retorno Edge ao ringue. Em 16 de novembro, no evento ao vivo da WWE no Reino Unido, Chimel aplicou um stunner em Curtis Axel depois que Axel forçou Chimel a anunciar que Axel ainda era o Campeão Intercontinental após a vitória de Axel sobre R-Truth. Depois, Chimel foi beijado por uma das gêmeas Bellas. No episódio de 14 de maio do Main Event, Tony foi atacado por Alicia Fox durante seu colapso depois que ela perdeu para Emma. No episódio de 29 de dezembro de Raw, Chimel voltou a anunciar Edge e Christian. Ele também anunciaria suas aparições no episódio de 30 de dezembro do Main Event e no episódio de 2 de janeiro de 2015 do Smackdown.

#### Aparições esporádicas (2015-atualmente)
Chimel mais tarde teve uma "parada" na WWE. Durante a "parada", ele anunciou em shows de casa apenas.
Chimel voltou à WWE na edição de 28 de dezembro de 2015 do Raw. Ele retornaria no Fastlane 2016 para apresentar Edge e Christian. Chimel desde então tem sido reservado, apenas para introduzir Edge sempre que ele apareceu na televisão.
Chimel mais uma vez retornou à WWE em 15 de novembro de 2016 durante o 900.º episódio do SmackDown. Ele fez sua marca registrada na introdução de Edge, antes do segmento Cutting Edge.

## Outras mídias
Chimel aparece nos jogos de vídeo WWE Day of Reckoning 2, WWE SmackDown! Vs Raw 2006, WWE Smackdown vs Raw 2007, WWE Smackdown vs Raw 2008, WWE Smackdown vs Raw 2009, WWE Smackdown vs Raw 2010, WWE Smackdown vs Raw 2011, WWE '12, WWE Wrestlefest, WWE '13, WWE 2K15 como parte do One More Match & The Hall of Pain DLC packs, e WWE 2K16 para Smackdown no 3:16 Showcase.

## Vida Pessoal
Chimel nomeou seu filho Joey depois que Joey Marella, um árbitro e filho adotivo de Gorilla Monsoon, foi morto em um acidente automobilístico. Ele foi levado para fora do ginásio por maca depois de receber um superkick de Shawn Michaels no ringue durante seu Iron Man match contra Bret Hart na WrestleMania XII em 1996.
- «WWE Profile». www.wwe.com

1. ↑  «Nikki Bella». www.wwe.com (em inglês)